# 구성주의 (예술)

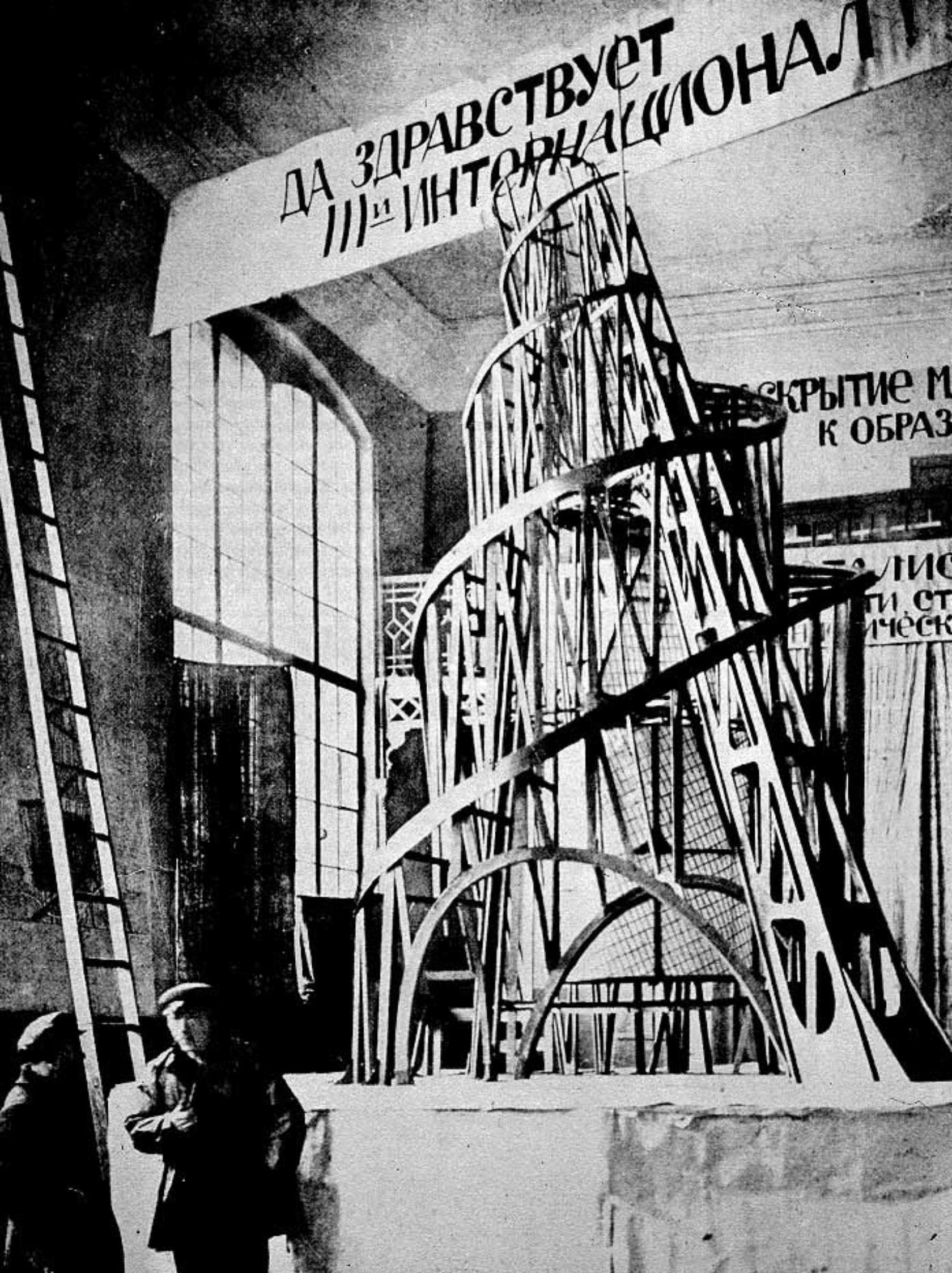
타틀린의 제3인터내셔널 기념탑 (1919년)

구성주의(-構成主義, 러시아어: Конструктивизм, 영어: Constructivism)란 혁명 전부터 1920년대에 걸쳐 소련에서 전개된 예술 운동이다.
타틀린이 1913년에 시작한 철판이나 목편에 의한 부조를 '구성'이라고 부른 것이 발단으로, 현실의 소재에 의한 비재현적 구성이라는 조형 이념은 알렉산드르 롯첸코 등 많은 공명자를 얻어 구성주의라는 운동으로 발전, 모스크바 전위 미술계를 쉬프레마티슴과 양분한다.
혁명 후에는 혁명 정부의 미술 정책의 추진 세력이 되어 회화·조각을 부르주아 미술로 간주, 부정하고 철·글라스 등 공업 생산물의 사용과 사회적 효용성을 주장하여 건축·디자인·무대 미술 등에도 넓혀져 1920년에는 조형의 각 분야를 거의 지배했다. 모형만으로 끝났지만 타틀린의 〈제3인터내셔널 기념탑〉(1919∼1920)이 대표작품이다.
그러나 1919년경부터 실용파와 순수 조형파로 분리, 후자의 앙투안 페브스너, 나움 가보 등은 운동에서 이탈한다. 전자는 알렉세이 간(Aleksei Gan)의 '구성주의 선언'(1922)에서 나타난 바와 같이 산업과의 일체화를 강력히 추진했지만, 1939년대에 형식주의, 극좌적이라는 이유로 정부로부터 비판을 받아 종식되었으며 사회주의 리얼리즘이 지배적 이념이 되었다.
국외의 추상 예술 운동에도 큰 영향을 끼쳐 제2차 세계 대전 후, 1960년대에 서유럽에서 재평가의 기운이 높아졌다.